# Michel François Hoguet

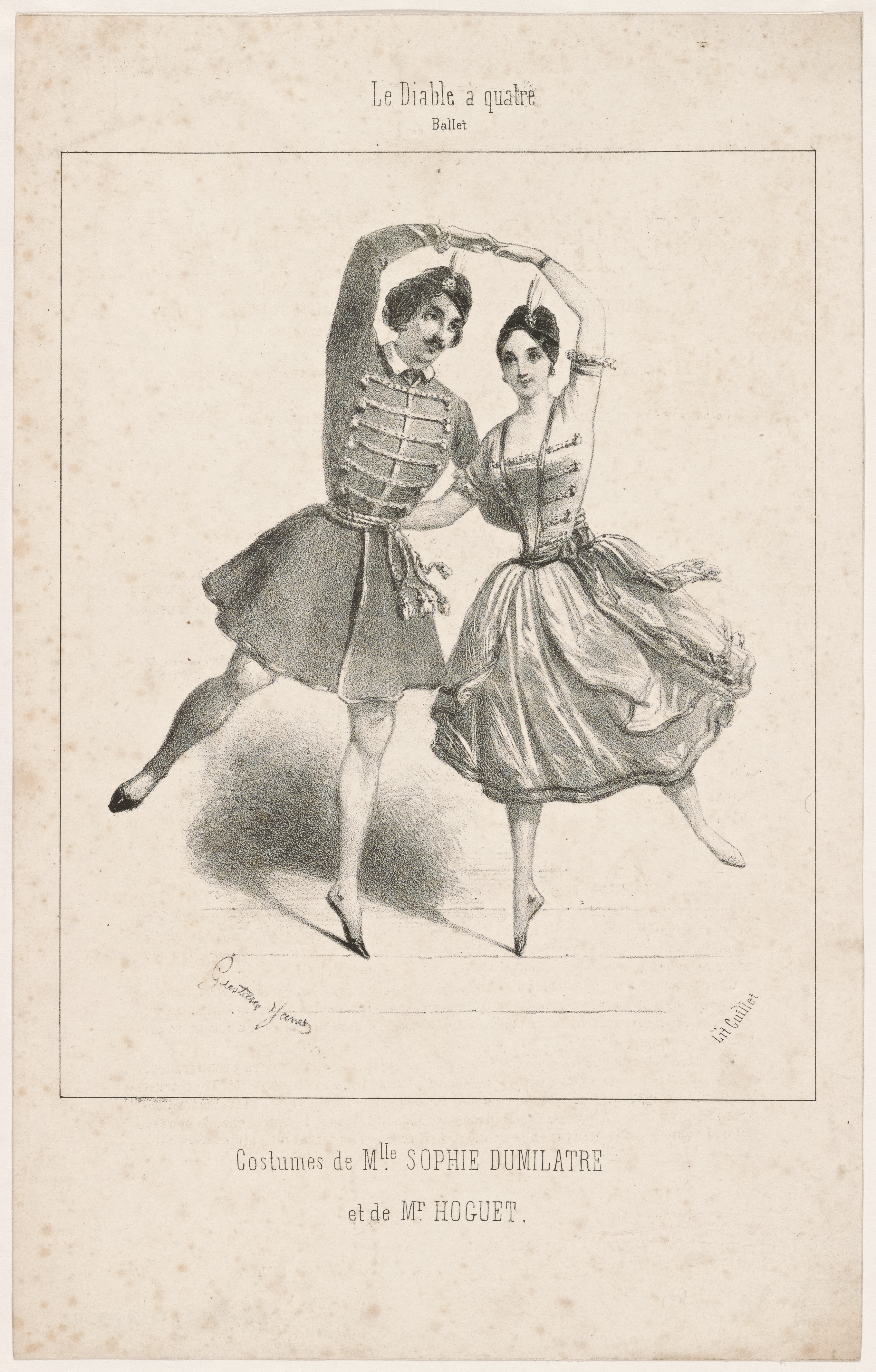
Michel Francois Hoguet (links) und Sophie Dumilatre (1845)

Michel François Hoguet (* 17. Juni 1793 in Paris; † 5. April 1871 in Berlin) war Balletttänzer, Ballettmeister und Choreograph am Königlichen Schauspiel in Berlin.

## Leben
Er war der Sohn eines Uhrmachermeisters. 1821 ehelichte er die Schauspielerin und Tänzerin Emilie Karoline, geb. Vestris (1801–1869). Er hatte zwei Söhne und eine Tochter: den Maler Charles Hoguet (1821–1870), den Solotänzer und späteren Landschaftsmaler Louis Hoguet-Vestris (1825–1900) und die Schauspielerin Mathilde, verh. Frey (1833–1878).
Michel François kam 1801 in die Schule. Bereits als Kind trat er schauspielend im Theater Montansier du Palais Royal auf. Ersten Unterricht hatte er bei einer an der Oper tätigen Figurantin. Später kam er zu Mr. Breton, der am „Théâtre de la Republique et des Arts“ unterrichtete. Anschließend hatte er in der Tanzschule im „Convent des Filles de St. Thomas“ Unterricht. 1803 trat er als Zehnjähriger in die Ballettschule der Pariser Großen Oper ein. 1804 verstarb jedoch Hoguets Vater, weshalb François Michel zum finanziellen Unterhalt der Familie beitragen musste. 1805 wurde er bei den Jeunes Artistes engagiert. Bei einem Bühnenkampf erblindete er nach einer Verletzung am linken Auge. Bis 1807 war er Tänzer und Schauspieler an C. Robillons Kindertheater, dann unter demselben Prinzipal Komiker in Versailles, Bratschist am Pariser Vaudeville und Tänzer bei Hussenets Truppe in Mainz. 1811 konnte er seine Ausbildung bei Jean-François Coulon in Paris fortsetzen.
Erfolge am Pariser Théâtre de la Gaîté führten 1817 zu einem Engagement am Königlichen Theater in Berlin, wo er bis 1823 (oder 1833) als 1. Solotänzer wirkte (vgl. „Handbuch über den königlich preußischen Hof und Staat“). Ab 1834 (oder bereits ab 1833) wurde er interimistischer Ballettmeister. 1838 (oder bereits 1837) wurde er als Ballettmeister bestätigt. In dieser Funktion war er bis 1856 in Berlin tätig. Während der Revolution von 1848 wurde er wegen seiner royalistischen Gesinnung öffentlich angegriffen. 1856 musste er der wachsenden Popularität seines jüngeren Kollegen Paul Taglioni weichen, der ihm spätestens ab 1852 als Ballettmeister zur Seite gestellt wurde, und in Pension gehen.
1869 starb Hoguets Ehefrau in Berlin. Sie war von 1818 bis 1830 Ensemblemitglied des Hoftheaters in Berlin. 1864/66 wird eine „Fr. Hoguet“ unter den Ballett-Pantomimen genannt. Hier könnte es sich um Hoguets Ehefrau (oder aber auch um eine Tochter der beiden) handeln. Ihr gemeinsamer Sohn, Hr. Hoguet-Vestris, ist von 1846 bis 1852 unter den Solotänzern in Berlin verzeichnet. Am 5. April 1871 starb Michael François Hoguet in Berlin. Er übte einen großen Einfluss auf die Entwicklung des Balletts in Berlin aus.
Ausschnitte von Choreographien aus seinen Balletten sind in einer Ballettquelle aus dem Besitz von Amint Freising erhalten.

## Werke
- 1820 Das Carneval von Venedig, gemeinsam mit Constantin Michel Telle (Pantom. Ballett in 1 Aufz.; Musik: Wilhelm Telle), Berlin 1820
- 1820 Nina, oder: Wahnsinn aus Liebe/L'oiseau de Persuis, Berlin 1820
- 1823 Die Rückkehr des Frühlings (Allegorische Pantomime; Musik: Friedrich Ludwig Seidel), Berlin 1823
- 1825 Aline, Königin von Golconda (Großes Ballett in 3 Aufz. Jean-Louis Aumer (1774–1833), für die Berliner Bühne bearb. und in Scene gesetzt von Herrn Hoguet, zur beibehaltenen Musik von Carl Blum), Berlin [ca. 1825]
- 1833 Vestrissimo vor Gericht (Ballett in 1 Akt; Musik: Hermann Schmidt), Berlin 1833
- 1834 Der Polterabend (Komisches Divertissement in 1 Aufzug, Musik: Hermann Schmidt), Berlin, 1834
- 1836 Der Marquis von Carabas, oder: Der gestiefelte Kater (Komisches Zauberballett in 2 Aufz.; Musik: Hermann Schmidt), Berlin 1836
- 1836 Der Mutter Namenstag, oder: Der geprellte Alkade (Ballett in 1 Akt; Musik: Hermann Schmidt), Berlin 1836
- 1837 Robinson (Pantomimisches Ballet in 3 Abtl.; Musik: Hermann Schmidt), Berlin 1837
- 1837 Der Schweizersoldat Der Soldat aus Liebe (Militairisches Ballet in 1 Akt, Musik: Hermann Schmidt), Berlin 1837, Königsberg 1852
- 1838 Die Feen (Zauberballett in 2 Abtl.; Musik: Hermann Schmidt), Berlin 1838
- 1838 Das Jubiläum (militär. Gemälde in 1 Akt; Musik: Hermann Schmidt), Berlin 1838
- 1838 Der hinkende Teufel (Musik: Casimir Gide), Berlin 1838
- 1841 Robert und Bertrand (Pantomimisches Ballet in 2 Akten; Musik: Hermann Schmidt), Berlin 1841, 1873
- 1842 Die Danaïden (Großes pantomimisches Ballet in 2 Akten; Musik: Hermann Schmidt), Berlin 1842
- 1845 Die unterbrochene Hochzeit (Phant. kom. Ballett in 2 Aufz.; Musik: Wenzel Gährich), Berlin 1845
- 1846 Der türkische Arzt (Ballet in 1 Aufz.; Musik: Wenzel Gährich) Berlin 1846
- 1848 Paul und Virginie (Pantomimisches Ballet in 1 Akt Ballet nach P. G. Gardel; Musik: Wenzel Gährich) Berlin 1848
- 1849 Das hübsche Mädchen von Gent (Pantomimisches Ballet in 3 Akten; Musik: Adolphe Adam), Berlin 1849
- 1854 Aladin, oder Die Wunderlampe (Musik: Wenzel Gährich), Berlin [1854]

## Schriften
- Meine Theaterlaufbahn und meine Erinnerungen 1802-1856, in: Deutsche Tanzzeitschrift, 6. Heft, 1. Jahr, September 1936, S. 121–123.